# Louis Germain (instituteur)
Pour les articles homonymes, voir Louis Germain et Germain.
Louis Germain, né le 20 décembre 1884 à Saïda (département d'Oran, Algérie française) et mort le 24 février 1966 à Alger, est un instituteur, clarinettiste et patriote français. Son nom reste attaché à Albert Camus qu'il eut comme élève dans les années 1920 puis comme ami à partir de 1945.

## Biographie

### Enfance
Ce sont les grands-parents de Louis Germain qui émigrent en Algérie entre 1840 et 1850. Originaires de Haute-Garonne, du Tarn, de la Haute-Loire et des Ardennes, ils font partie de ces milliers d’émigrants français ayant cherché en Afrique du Nord une vie meilleure. Jean-Martin Germain, le grand-père paternel, est né à Montans, dans le Tarn. Sergent-major infirmier, il se marie deux fois avant d’épouser en troisièmes noces Marie Saby à Toulouse. La famille est installée à Saïda vers 1858. Ils ont un fils unique, Philippe qui deviendra employé de banque.
Né en 1884 en Algérie, Julien Louis Alexandre Germain est le fils naturel de ce Philippe Germain et de Rose Poulalion, sa future épouse. Son père meurt à 27 ans en 1888 laissant une veuve et un orphelin de quatre ans. La mère de Louis Germain se remarie à Alger et donne deux demi-frères à Louis.

### Premières armes
Après ses études secondaires, il intègre, de 1902 à 1904, l’école normale de la Bouzaréah à Moustapha, commune qui sera rattachée à Alger. Il effectue son service militaire au 1er régiment de Zouaves de 1905 à 1906. Le 18 octobre 1906, il prend son premier poste d’instituteur à Miliana, à 90 km au sud d’Alger. Louis Germain incarne le mythe de l'instituteur de la Troisième République, sévère et juste, parfois montré en exemple . Il s’y mariera avec Marcelle Combaz. Le couple aura deux enfants, Marcel et Robert, nés respectivement en 1909 et 1911. À partir de juin 1906 et jusqu'à sa mobilisation en 1914, il fréquente à Miliana la loge maçonnique de l'Union du Zaccar.
Mobilisé en 1914 au début de la Première Guerre mondiale, il est blessé le 23 mars 1915 à la bataille de Nieuport. Réincorporé en juin, il ne sera démobilisé que le 18 mars 1919. Il est ensuite nommé à l’école Aumerat, dans la rue du même nom dans le quartier Belcourt à Alger, à la rentrée d’octobre 1919,. Les deux fils Germain et les deux fils Camus fréquentent cette même école primaire. Lucien Camus, frère aîné d’Albert, né en 1909 est dans la classe de Marcel Germain. L'instituteur, qui prépare gratuitement au concours des bourses après les cours des élèves défavorisés, repère le petit Albert Camus comme un enfant exceptionnel. Orphelin de père, le jeune Albert vit dans la pauvreté avec sa mère, son oncle Étienne et la grand-mère Sintès, minorquine et autoritaire.
En 1923, Albert fréquente la classe de 7e de Louis Germain. Louis Germain interviendra en 1923 auprès de la famille pour les convaincre de permettre au brillant Albert de poursuivre des études au grand lycée d'Alger, aujourd'hui lycée Émir-Abdelkader,,. Toute sa vie, Albert Camus lui sera reconnaissant de cette démarche. Orphelin de père, Albert Camus considère Louis Germain comme son père spirituel,. Les relations entre l’élève et le maître sont largement évoquées dans Le Premier Homme, roman posthume d’Albert Camus, tant comme enfant que plus tard, comme adulte, notamment dans la partie intitulée « Recherche du père ».

### Entre-deux-guerres
En 1924, Louis Germain divorce de sa première épouse. Selon son registre matricule, il serait parti à Paris pour quatre années, probablement pour parfaire sa formation musicale au Conservatoire de musique. En effet, Louis Germain est d’une famille de musiciens. Parallèlement à son travail d’enseignant, il joue de la clarinette dans plusieurs orchestres. Il deviendra clarinettiste professionnel après sa retraite d'instituteur. Professeur au Conservatoire de musique de Paris et titulaire d’un poste à l’orchestre des PTT.

### Seconde Guerre mondiale
Militant de la Ligue des droits de l'homme et du citoyen en Algérie,, il est considéré comme sympathisant communiste et défend en 1936 le projet de loi Blum-Violette. Le régime de Vichy tente de le priver de ses emplois au Conservatoire et dans l'orchestre en 1941.
Le 1er décembre 1942, après le débarquement allié en Afrique du Nord, l'opération Torch, Louis Germain a 58 ans, se porte volontaire, et se réengage aux Corps francs d'Afrique. Il est promu adjudant-chef en 1943 et termine ses campagnes en 1945 à Paris, au Quartier général des Forces françaises libres. Au total, sans compter son temps comme réserviste, Louis Germain a passé dix ans de sa vie sous l’uniforme. Un dossier de résistant à son nom est répertorié au Service historique de la Défense.

### Après la guerre
À Paris où il est démobilisé, Louis Germain rencontre Andrée, une jeune femme mère d’un jeune garçon. Il les fait venir à Alger en 1947 et se marie avec elle le 22 janvier 1952. Elle a 34 ans, lui 68. Après la guerre, Louis exerce son art au conservatoire d'art dramatique d'Alger comme professeur de clarinette sous la direction de Gontran Dessagnes et intègre l’Orchestre national d’Alger comme première clarinette jusqu’en 1954 .
C’est le 2 novembre 1945 que Louis Germain retrouve à Paris son ancien élève, Albert Camus. Commence alors une amitié qui ne s’achève qu’avec la mort d’Albert Camus le 4 janvier 1960. Visites à Alger et correspondances entretiennent le lien entre le vieux maître et l’élève devenu célèbre. Après l’attribution du Prix Nobel en 1957, Albert Camus écrit le 19 novembre 1957 une lettre de reconnaissance à Louis Germain :

« Cher Monsieur Germain, J'ai laissé s'éteindre un peu le bruit qui m'a entouré tous ces jours-ci avant de venir vous parler un peu de tout mon cœur. On vient de me faire un bien trop grand honneur, que je n'ai ni recherché ni sollicité. Mais quand j'ai appris la nouvelle, ma première pensée, après ma mère, a été pour vous. Sans vous, sans cette main affectueuse que vous avez tendue au petit enfant pauvre que j'étais, sans votre enseignement, et votre exemple, rien de tout cela ne serait arrivé. Je ne me fais pas un monde de cette sorte d'honneur. Mais celui-là est du moins une occasion pour vous dire ce que vous avez été, et êtes toujours pour moi, et pour vous assurer que vos efforts, votre travail et le cœur généreux que vous y mettiez sont toujours vivants chez un de vos petits écoliers qui, malgré l'âge, n'a pas cessé d'être votre reconnaissant élève. Je vous embrasse, de toutes mes forces. »

Germain a rendu la pareille avec amour aux sentiments chaleureux envers son ancien élève, l'appelant « mon petit Camus »,.
Camus dédicace aussi ses Discours de Suède « à Monsieur Louis Germain »,,.
Malgré leur divergence quant au devenir de l’Algérie Française, Louis Germain est favorable à l'indépendance algérienne, ils restent en relation de confiance.

### Après la mort d'Albert Camus
Après la mort d’Albert Camus, Louis Germain confie à la Bibliothèque nationale de France ses « reliques camusiennes » : leur correspondance et les livres dédicacés par Camus,. Louis Germain et son épouse restent en Algérie après l’Indépendance algérienne jusqu'à son décès le 24 février 1966 au 18 rue Meissonier à Alger,. Il est enterré au cimetière d'El Alia à Alger, qui contient aussi le carré des héros de l'Indépendance et de l'émir Abdelkader ibn Muhieddine. Son épouse Andrée décède à Montpellier en 1970.

## Postérité
Plusieurs établissements scolaires, rues et places portent le nom de Louis Germain. Un éphémère prix Louis Germain a été créé en 1997 par Claude Allègre, alors ministre de l’Éducation nationale dans le gouvernement de Lionel Jospin, lequel a donné lieu à une publication de lettres d'élèves devenus adultes adressées à leur instituteur de classes primaires.
Les méthodes d'enseignement ont beaucoup évolué. La sévérité des hussards de la République, allant jusqu'aux châtiments corporels feraient pousser des cris d'orfraie aux tenants de nos méthodes actuelles. « Louis Germain a certainement porté à son plus haut point l'idéal de l'école française de la IIIe République », faisant de lui un mythe de cette époque. Des personnalités comme le philosophe Alain Finkielkraut ou Michèle Delaunay, députée de la Gironde l'ont proposé pour le Panthéon (Paris).
Publié bien après sa mort, Louis Germain ne sut jamais la place qu'il occupait dans Le Premier Homme où il est parfois désigné par son vrai nom ni dans le cœur d'Albert Camus.